# Mesilla (Novo México)
Mesilla é uma cidade  localizada no estado norte-americano do Novo México, no Condado de Doña Ana.

## Demografia
Segundo o censo americano de 2000, a sua população era de 2180 habitantes.
Em 2006, foi estimada uma população de 2201, um aumento de 21 (1.0%).

## Geografia
De acordo com o United States Census Bureau tem uma área de 13,9 km², dos quais 13,9 km² cobertos por terra e 0,0 km² cobertos por água.

## Localidades na vizinhança
O diagrama seguinte representa as localidades num raio de 24 km ao redor de Mesilla.